# Konklave 1724
Das Konklave von 1724 trat nach dem Tode von Papst Innozenz XIII. (7. März 1724) im Quirinalspalast zusammen und tagte vom 20. März 1724 bis zum 29. Mai 1724. Es dauerte 71 Tage und man wählte Vincenzo Maria Kardinal Orsini zum Papst, der den Papstnamen Benedikt XIII. annahm.

## Kardinalskollegium

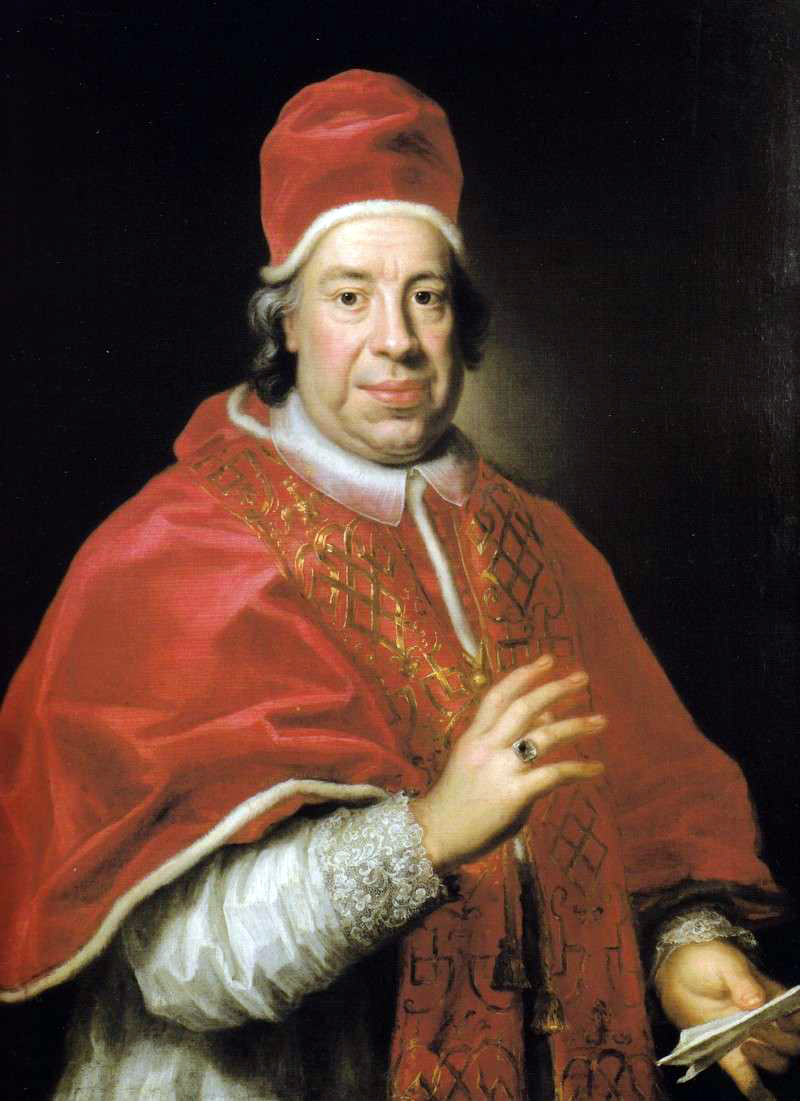
Papst Innozenz XIII.

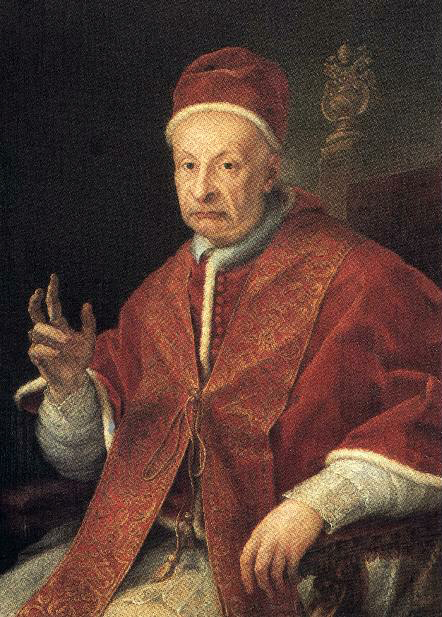
Papst Benedikt XIII.

Als Papst Innozenz XIII. starb, zählte das Kardinalskollegium 65 Kardinäle. Die 53 am Konklave teilnehmenden Kardinäle wurden ernannt in den Pontifikaten der Päpste
- Clemens X.: einer
- Innozenz XI.: einer
- Alexander VIII.: fünf
- Innozenz XII.: vier
- Clemens XI.: einundvierzig
- Innozenz XIII.: einer

Folgende Kardinäle nahmen am Konklave teil:
- Sebastiano Antonio Tanara, Kardinalbischof von Ostia und Velletri und Kardinaldekan († 5. Mai 1724)
- Vincenzo Maria Orsini, O.P., Bischof von Porto und Santa Rufina, Subdekan des Kardinalskollegiums (Als Benedikt XIII. zum Papst gewählt)
- Francesco del Giudice, Bischof von Frascati
- Fabrizio Paolucci, Bischof von Albano
- Francesco Pignatelli, seniore, OTheat., Erzbischof von Neapel und Bischof von Sabina
- Francesco Barberini der Jüngere, Bischof von Palestrina
- Giacomo Boncompagni, Erzbischof von Bologna
- Giuseppe Sacripante
- Lorenzo Corsini
- Francesco Acquaviva d’Aragona
- Tommaso Ruffo
- Orazio Filippo Spada, Erzbischof pro hac vice, Bischof von Osimo
- Filippo Antonio Gualterio, Erzbischof, ehemaliger Bischof von Todi
- Giuseppe Vallemani
- Carlo Agostino Fabroni
- Pietro Priuli, Bischof von Bergamo
- Ulisse Giuseppe Gozzadini, Erzbischof pro hac vice, Bischof von Imola
- Annibale Albani
- Lodovico Pico della Mirandola
- Gianantonio Davia, Erzbischof pro hac vice, Bischof von Rimini
- Agostino Cusani, Erzbischof pro hac vice, Bischof von Pavia
- Giulio Piazza, Erzbischof pro hac vice, Bischof in Faenza
- Antonio Felice Zondadari
- Giovanni Battista Bussi, Erzbischof pro hac vice, Bischof in Ancona
- Pier Marcellino Corradini
- Armand-Gaston-Maximilien de Rohan, Bischof von Straßburg
- Giovanni Battista Tolomei, S.J.
- Benedetto Erba-Odescalchi, Erzbischof von Mailand
- Henri-Pons de Thiard de Bissy, Bischof von Meaux
- Innico Caracciolo, iuniore, Bischof von Aversa
- Bernardino Scotti
- Giambattista Patrizi
- Niccolò Spinola
- Giberto Bartolomeo Borromeo
- Giorgio Spinola
- Cornelio Bentivoglio
- Giovanni Francesco Barbarigo, Bischof von Brescia
- Luis Antonio Belluga y Moncada, Orat., Bischof von Cartagena
- José Pereira de Lacerda, Bischof von Faro
- Giovanni Battista Salerni, S.J.
- Carlos Borja Centellas y Ponce de León, Patriarch von Westindien
- Juan Álvaro Cienfuegos Villazón, S.J., Bischof von Catania
- Bernardo Maria Conti, O.S.B.Cas.
- Benedetto Pamphilj, O.S.Io.Hieros., Bibliothekar der Heiligen Römischen Kirche
- Pietro Ottoboni
- Giuseppe Renato Imperiali
- Lorenzo Altieri
- Carlo Colonna
- Curzio Origo
- Melchior de Polignac
- Fabio Olivieri
- Carlo Maria Marini
- Giulio Alberoni
- Alessandro Albani, O.S.Io.Hieros.

Kardinaldekan Sebastiano Antonio Tanara musste das Konklave wegen einer ernsthaften Erkrankung am 15. April 1724 verlassen, er starb noch während der Sedisvakanz am 5. Mai 1724.
Die folgenden Kardinäle nahmen nicht am Konklave teil:
- Galeazzo Marescotti
- Louis-Antoine de Noailles, Erzbischof von Paris
- Lorenzo Fieschi, Erzbischof von Genua
- Christian August von Sachsen-Zeitz, Bischof von Győr
- Nuno da Cunha e Ataíde
- Wolfgang Hannibal von Schrattenbach, Bischof von Olmütz
- Damian Hugo Philipp von Schönborn, Bischof von Speyer
- Niccolò Caracciolo, Erzbischof von Capua
- Imre Csáky, Erzbischof von Kalocsa und Bács
- Léon Potier des Gesvres, Erzbischof von Bourges
- Thomas Philippe Wallrad d’Hénin-Liétard d’Alsace-Boussu de Chimay, Erzbischof von Mecheln
- Michael Friedrich von Althann, Bischof von Vác

## Konklave
Als das Konklave am 20. März 1724 zusammentrat, zählte es 31 Teilnehmer, deren Zahl jedoch bald auf 53 anstieg. Lediglich 12 Kardinäle haben an der Wahl nicht teilgenommen. Der Tagungsort des Konklaves war der Vatikan.
Wahlbeobachter und Sprecher waren im Konklave
- für Deutschland: Kardinal Alvaro Cienfuegos
- für Frankreich: Kardinal Armand Gaston Maximilien de Rohan de Soubise
- für Spanien: Kardinal Francesco Acquaviva de´Aragona.

Bereits zu Beginn versuchte die Partei der Zelanti den Kardinal Imperiali durchzusetzen, der jedoch von Franzosen und Spaniern abgelehnt wurde. Auch Kardinal Paolucci scheiterte als Kandidat. Nun schlug Kardinal Annibale Albani die sechs Kardinäle Corsini, Spada, Piazza, Barbarigo, Bussi und Olivieri als Kandidaten vor. Von ihnen bevorzugte er Bussi und Olivieri.
Als am 12. April Kardinal Rohan eintraf, ging sogleich das Gerücht um, er solle die Wahl Olivieris durchsetzen. Zudem kam es zu Gerüchten, dass Olivieri dem König von Frankreich zugesagt habe, er werde nach seiner Wahl die Bulle Unigenitus Dei filius abrogieren und verschiedene italienische Gebiete an Spanien abtreten.
Am 25. April trafen dann Kardinal Polignac und der kaiserliche Gesandte Graf Kaunitz ein. Dieser teilte Kardinal Alvaro Cienfuegos mit, dass dem Kaiser die Wahl der Kardinäle Pamfili, Vallemani, Spada, Piazza, Corradini, Caracciolo, Tanara, Gozzadini, Orsini, Ruffo, Colonna, Davia, Boncompagni, Pico und Pignatelli angenehm sei.
Kardinal Cienfuegos bemühte sich nun, unterstützt durch die Franzosen, Kardinal Piazza zum Papst wählen zu lassen. Er hatte hierfür einen Block von 32 Kardinälen, so dass ihm lediglich noch vier Stimmen fehlten. Doch Kardinal Albani versuchte alles, um diese Wahl zu verhindern. Hierfür setzte er sogar das Gerücht in Umlauf, dass Piazza ein Jansenist sei. Die Chancen Piazzas sanken mit jedem Tag. Bei der Wahl am 23. Mai fielen dann auf Kardinal Orsini 26 Stimmen und bei der Wahl am 24. Mai 27 Stimmen.
Am Abend des 28. Mai teilte Kardinal Belluga Orsini seine bevorstehende Wahl mit, gegen die sich der Kandidat jedoch sträubte. Schließlich gelang es den Kardinälen Albani, Tolomei und Corradini am Morgen des 29. Mai, Orsinis Bedenken zu zerstreuen. Als es anschließend in der Sixtinischen Kapelle zur Wahl kam, vereinte Kardinal Orsini alle Stimmen auf sich.
Orsini nahm den Papstnamen Benedikt an, übersah jedoch, dass Benedikt XIII. einer der Gegenpäpste gewesen war und nannte sich zunächst Benedikt XIV., bis der Irrtum aufgeklärt wurde und die Ordnungszahl in XIII. geändert wurde.